# 乌尔比诺城墙

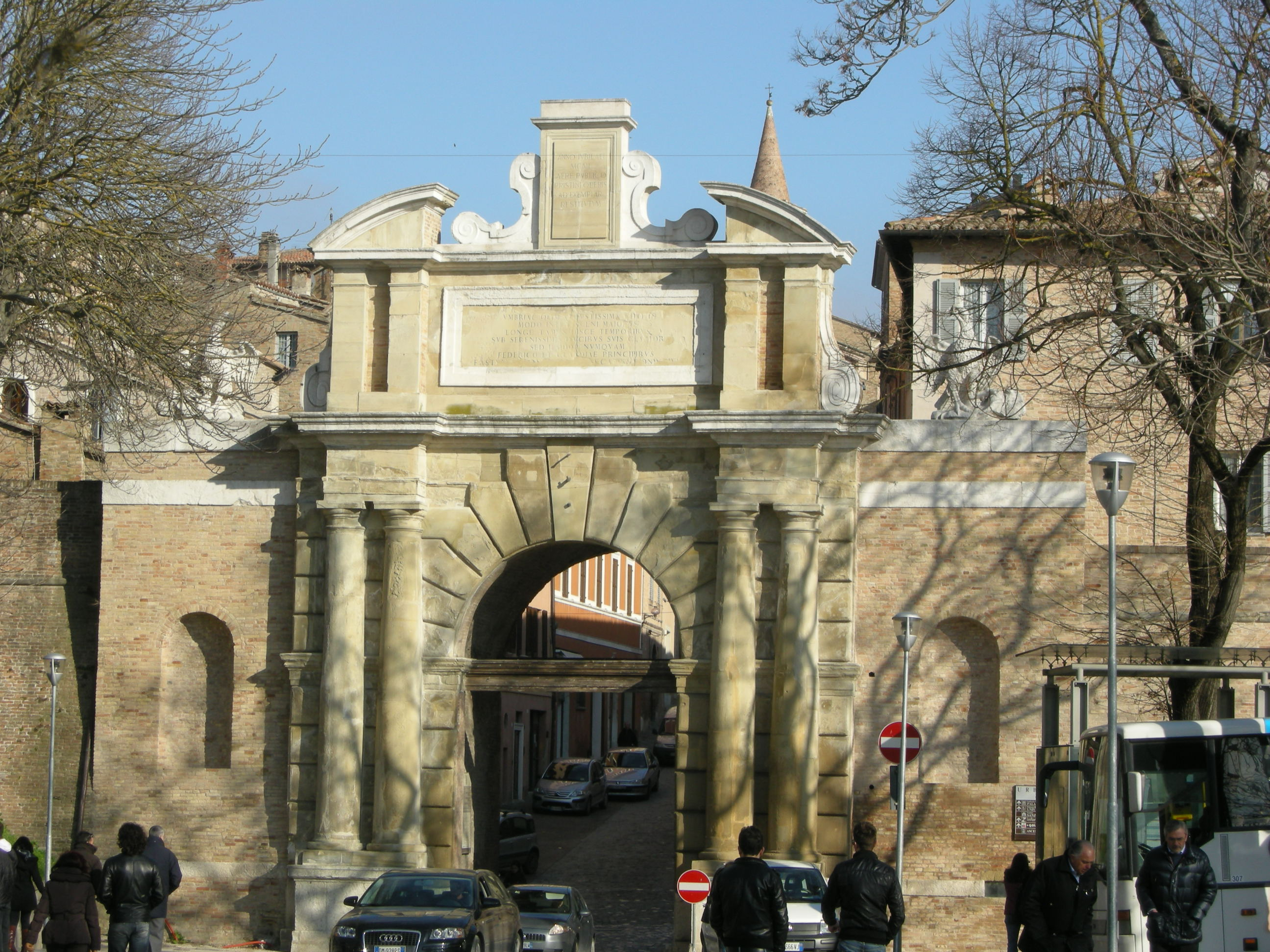

乌尔比诺城墙（Mura di Urbino）构成了意大利马尔凯大区乌尔比诺古城的防御城墙。

## 历史
乌尔比诺的城墙最初创建于公元前3世纪-2世纪的古罗马时期，位于“Poggio”山的顶部（当前的历史中心所在的两座山之一），呈椭圆形，开东南西北四个城门。在罗马和拜占庭时期，城墙重建了两次。目前保存的城墙是在16世纪上半叶文艺复兴时期，由乌尔比诺公爵兴建。

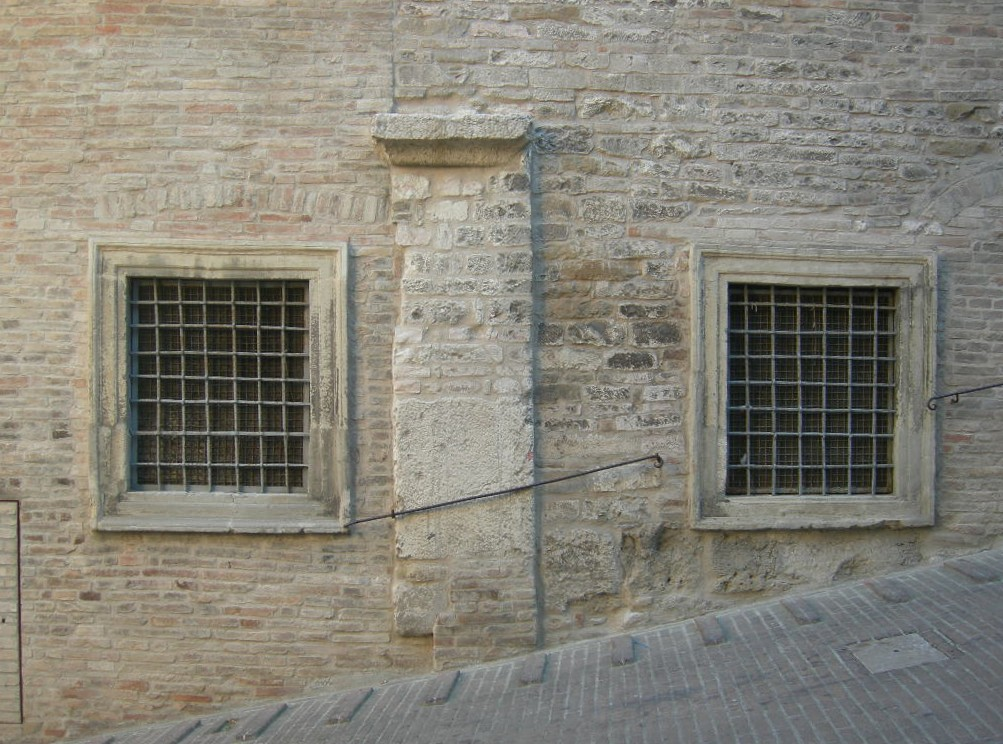

乌尔比诺城墙上开辟了多座城门和堡垒，其中最重要的是瓦尔波纳门。

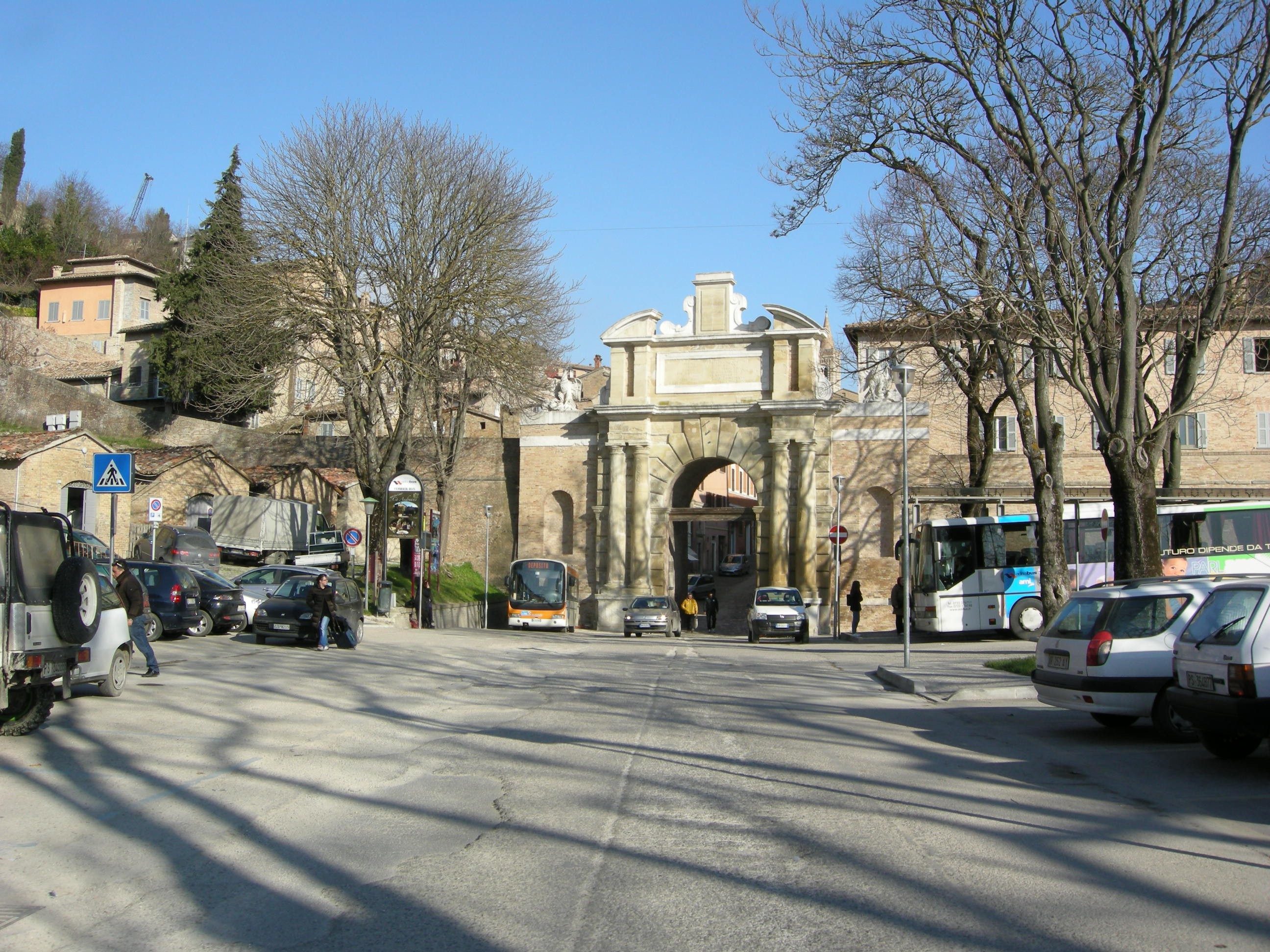
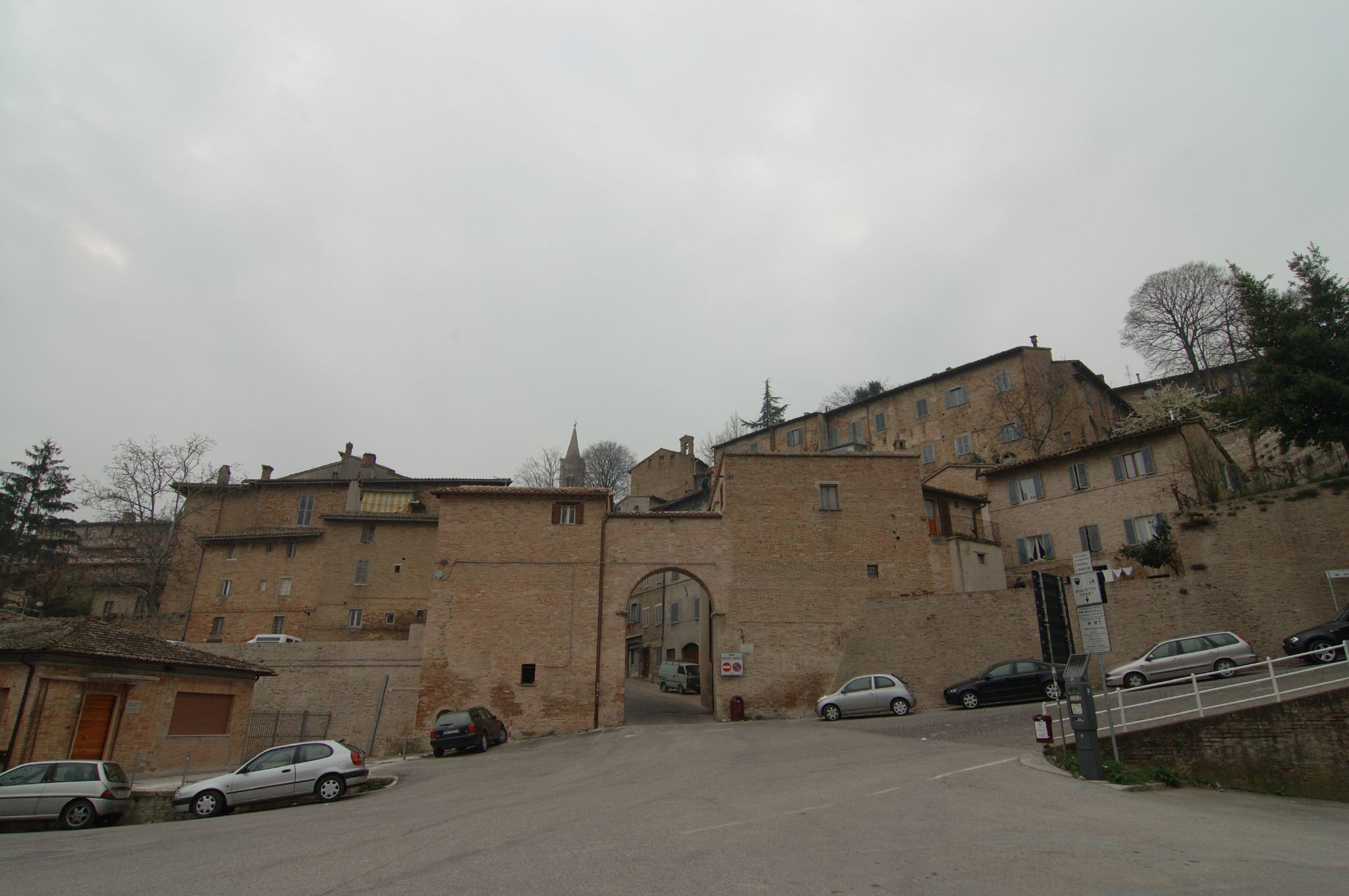
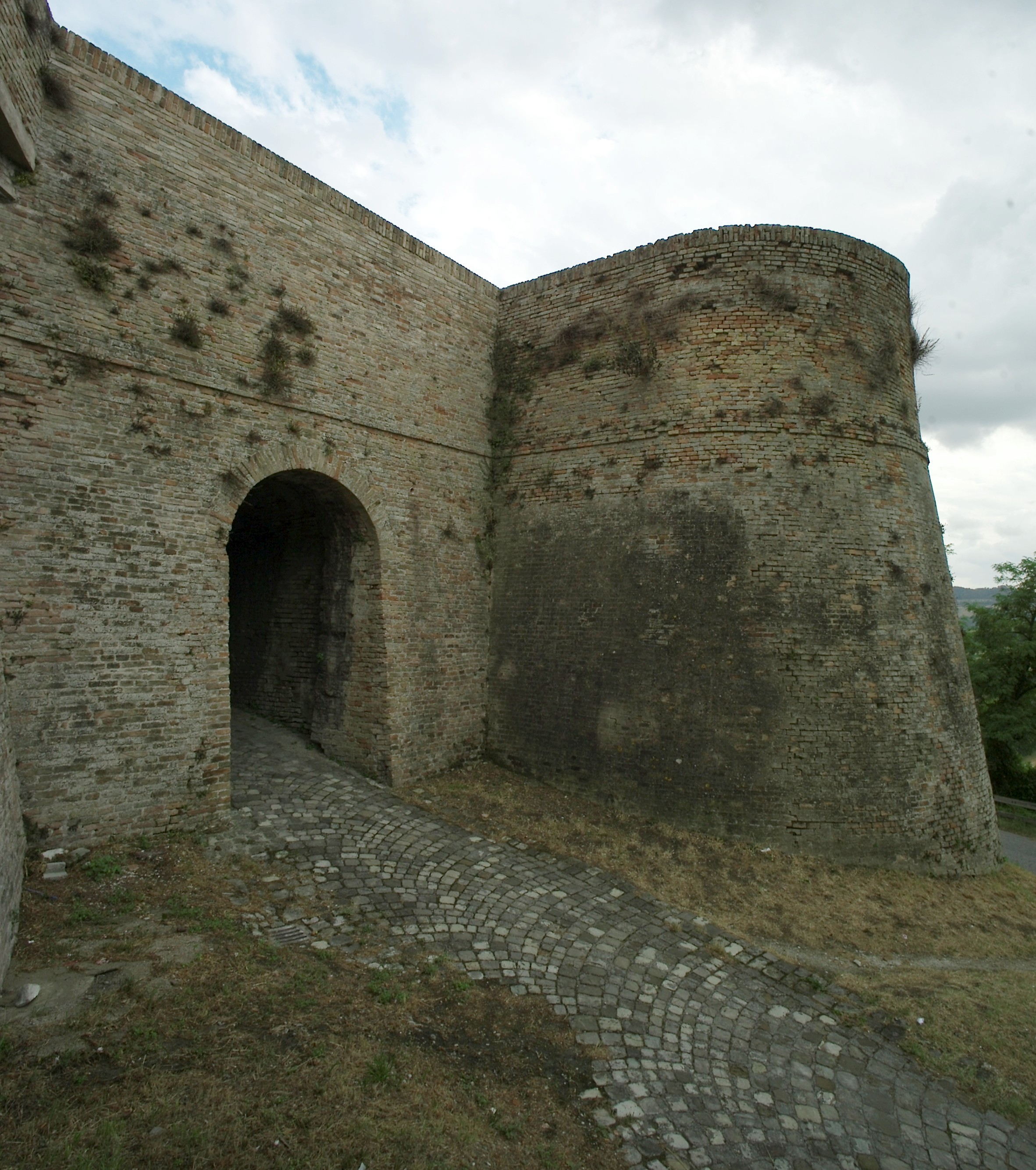
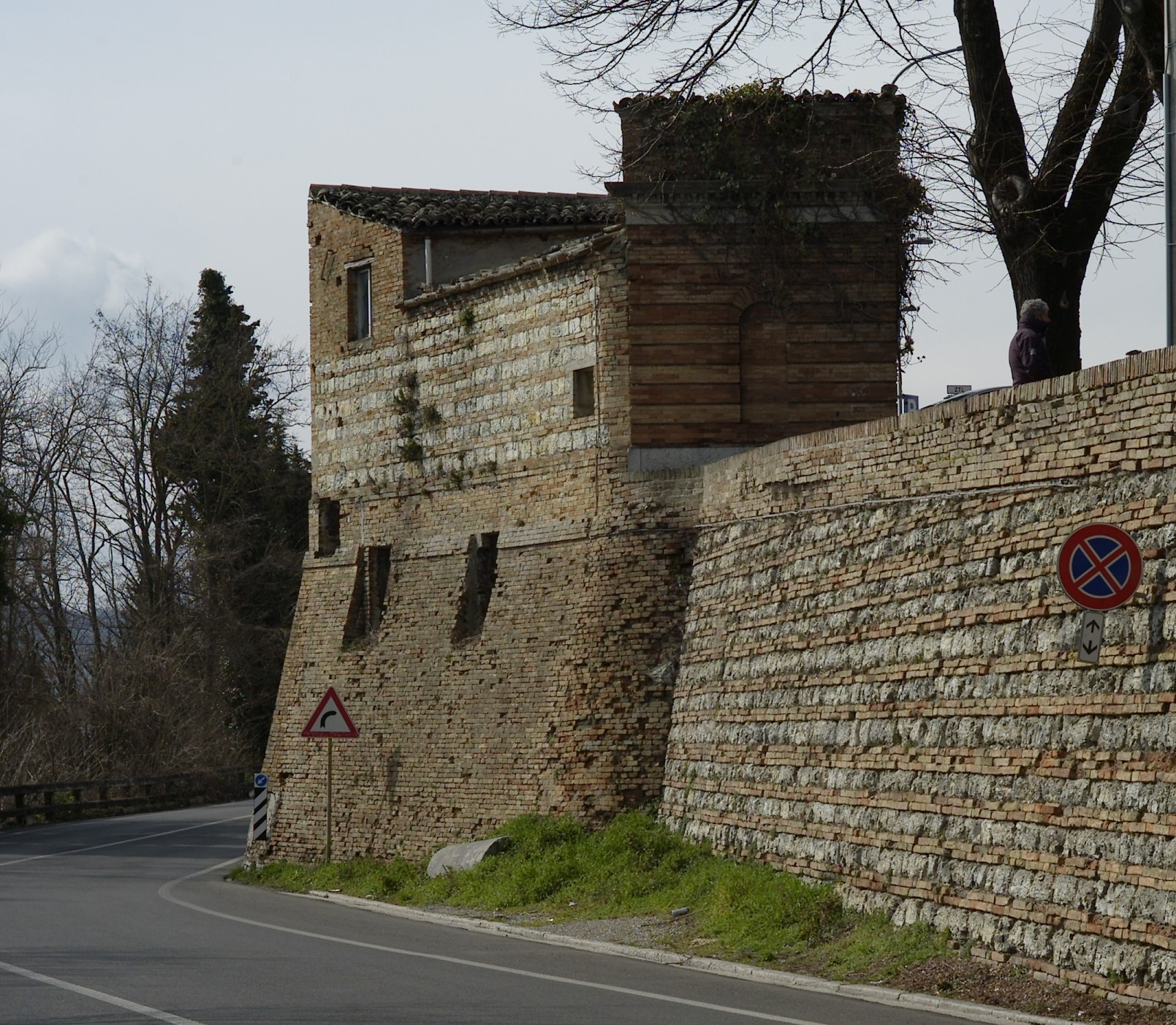
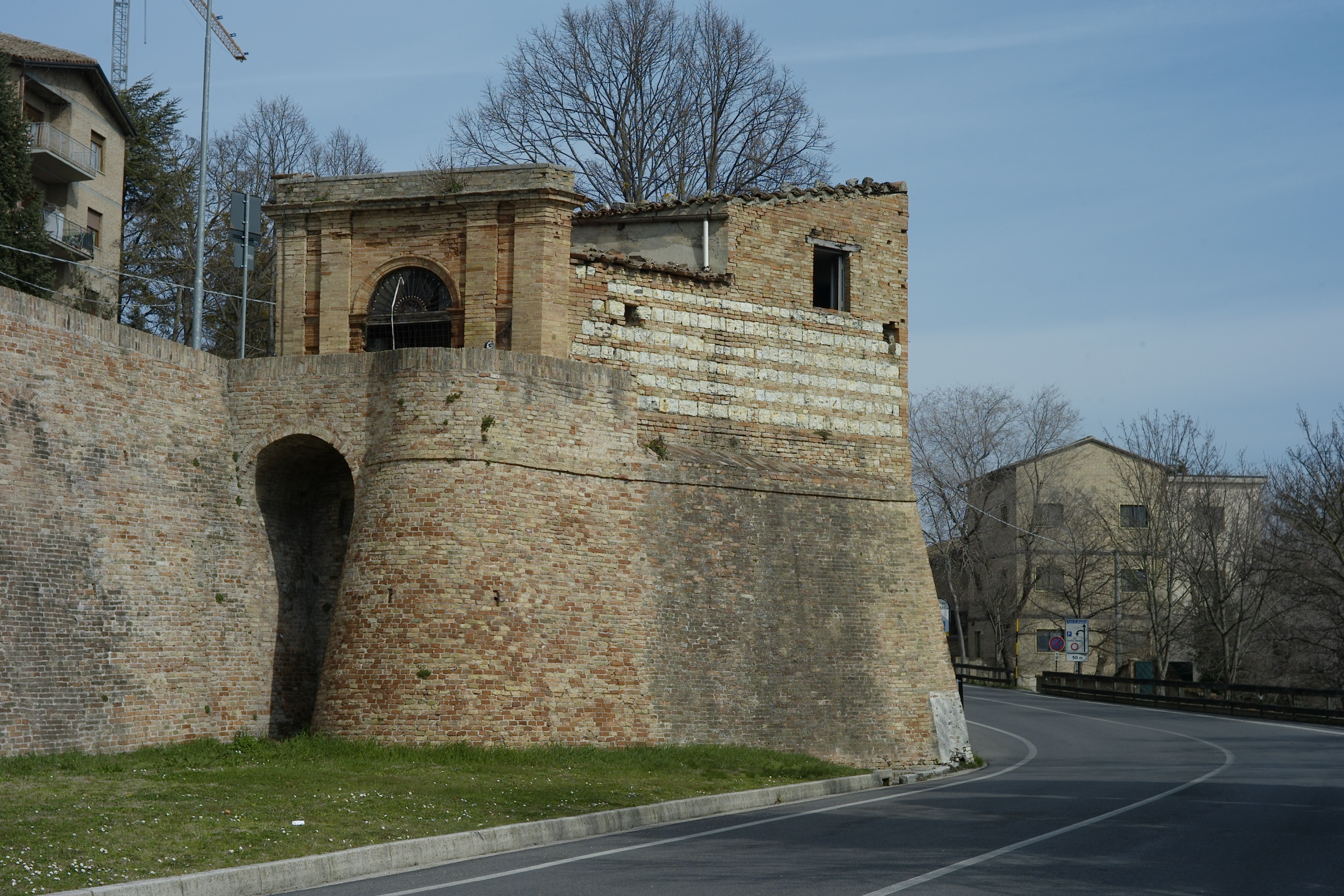
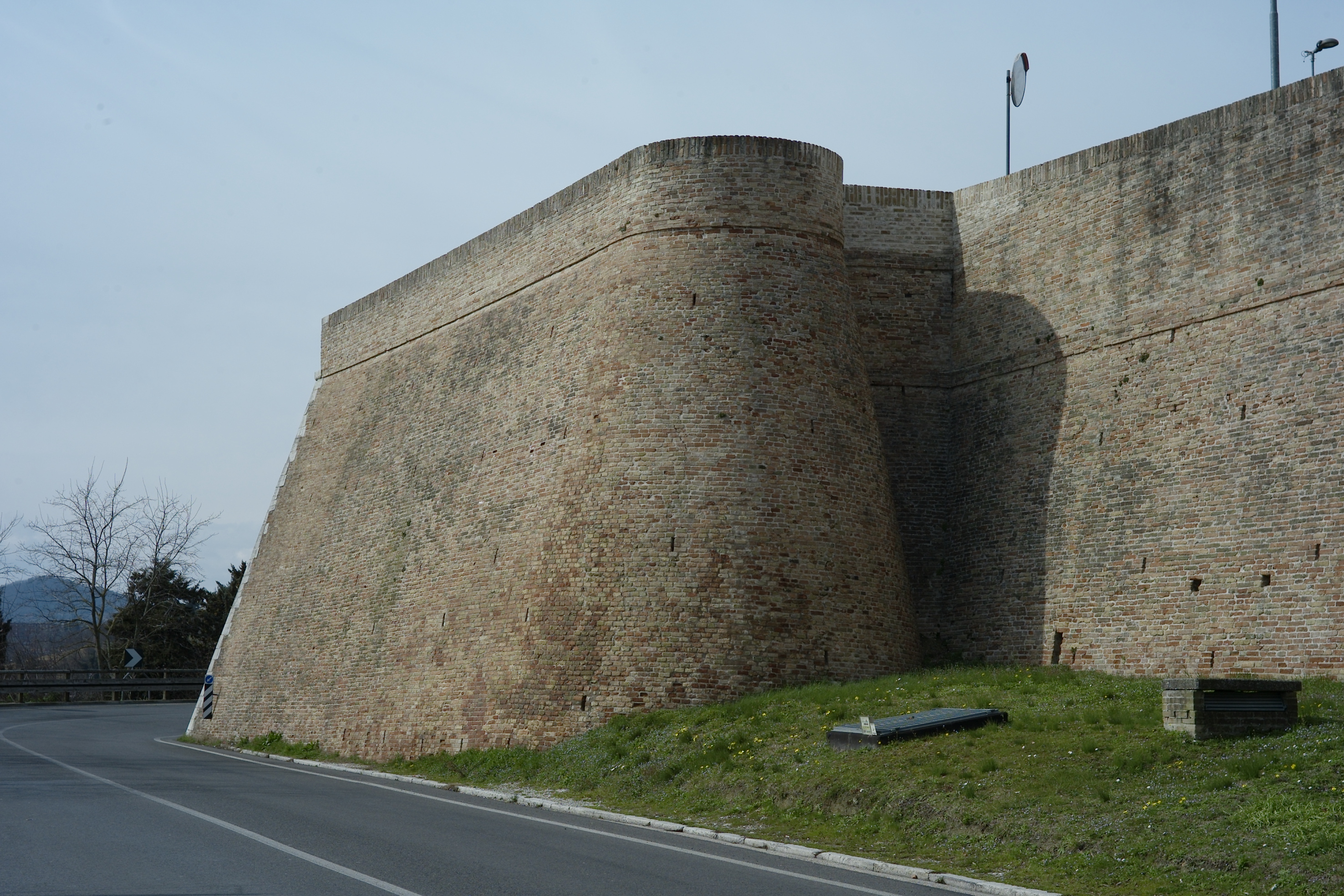
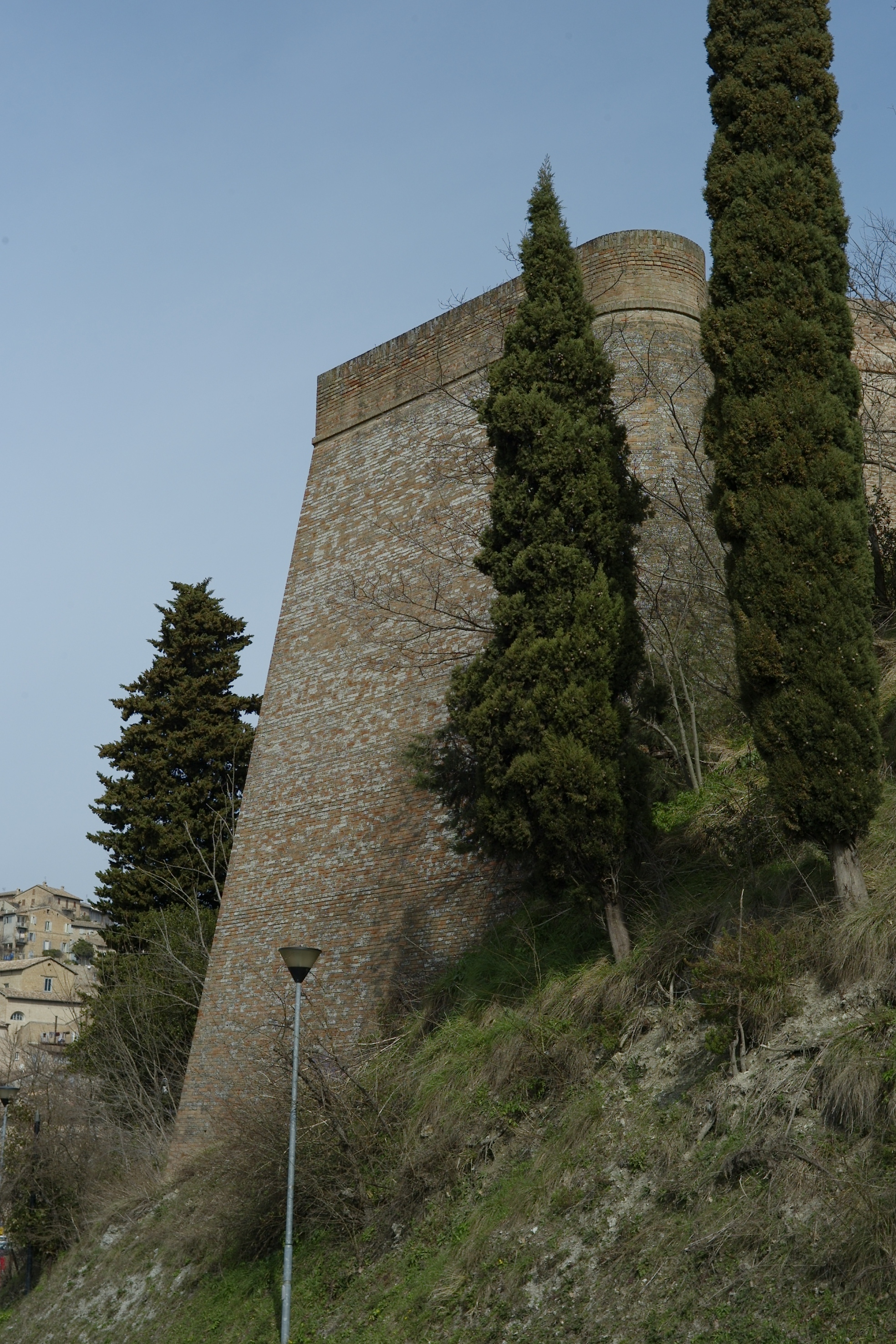
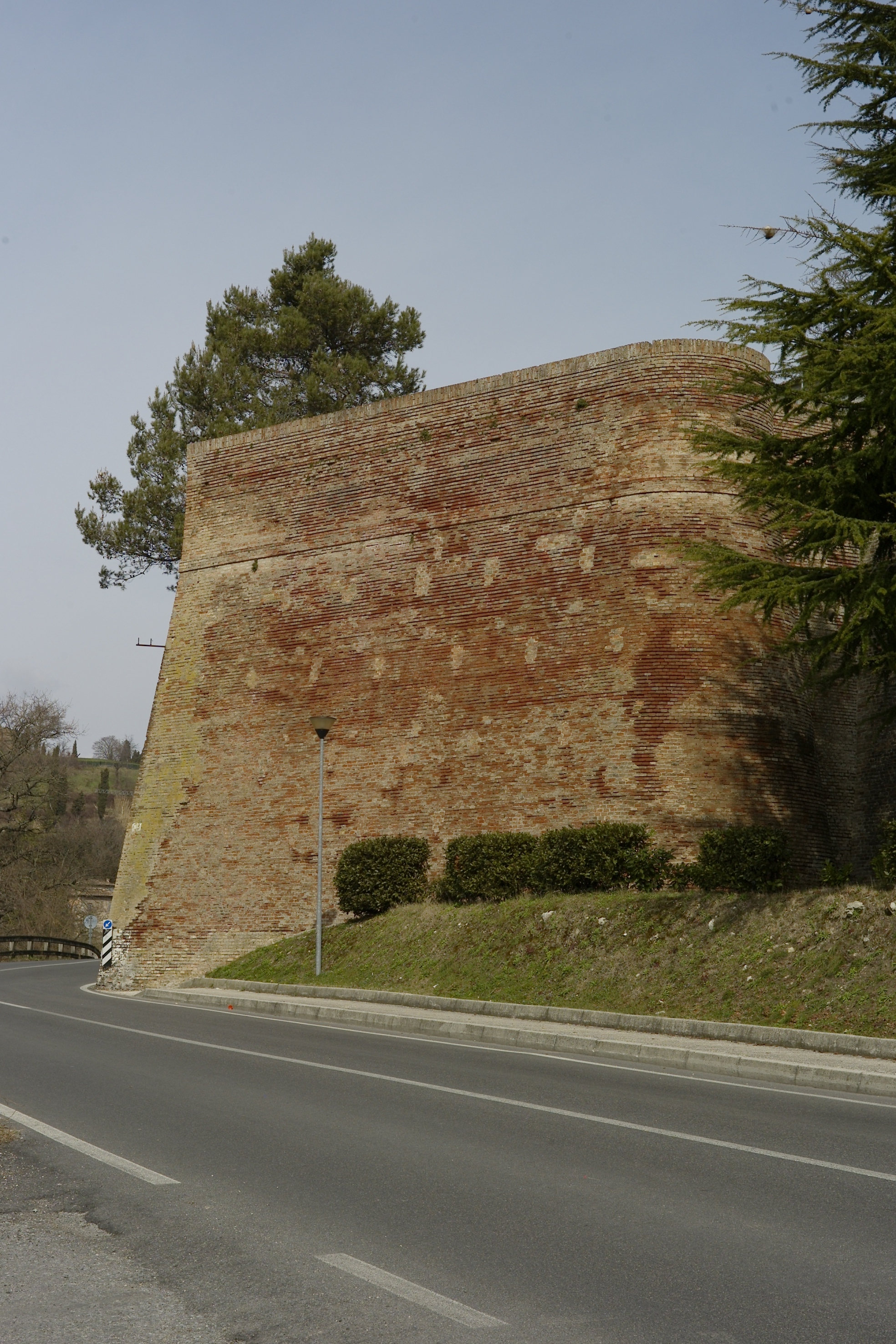
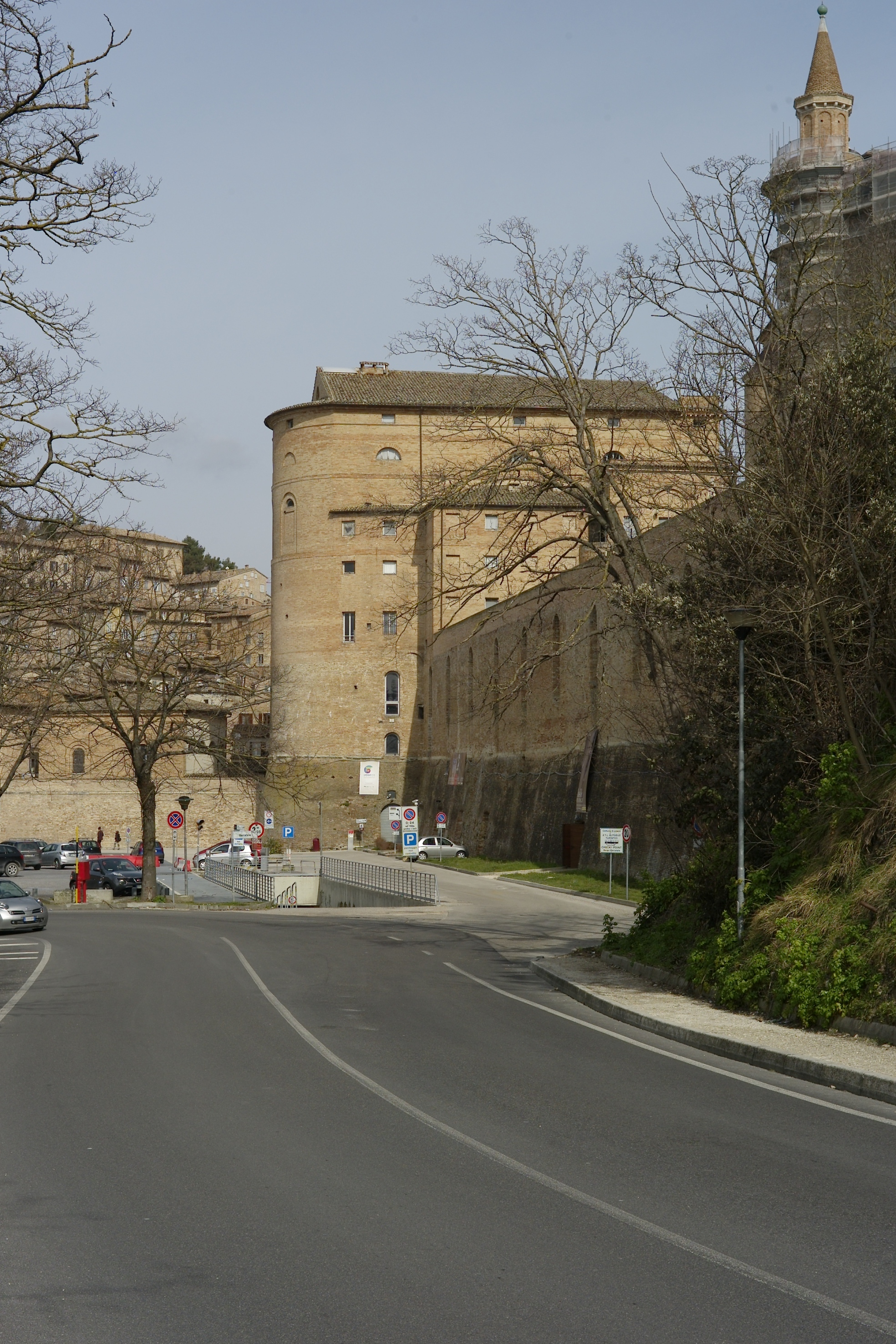
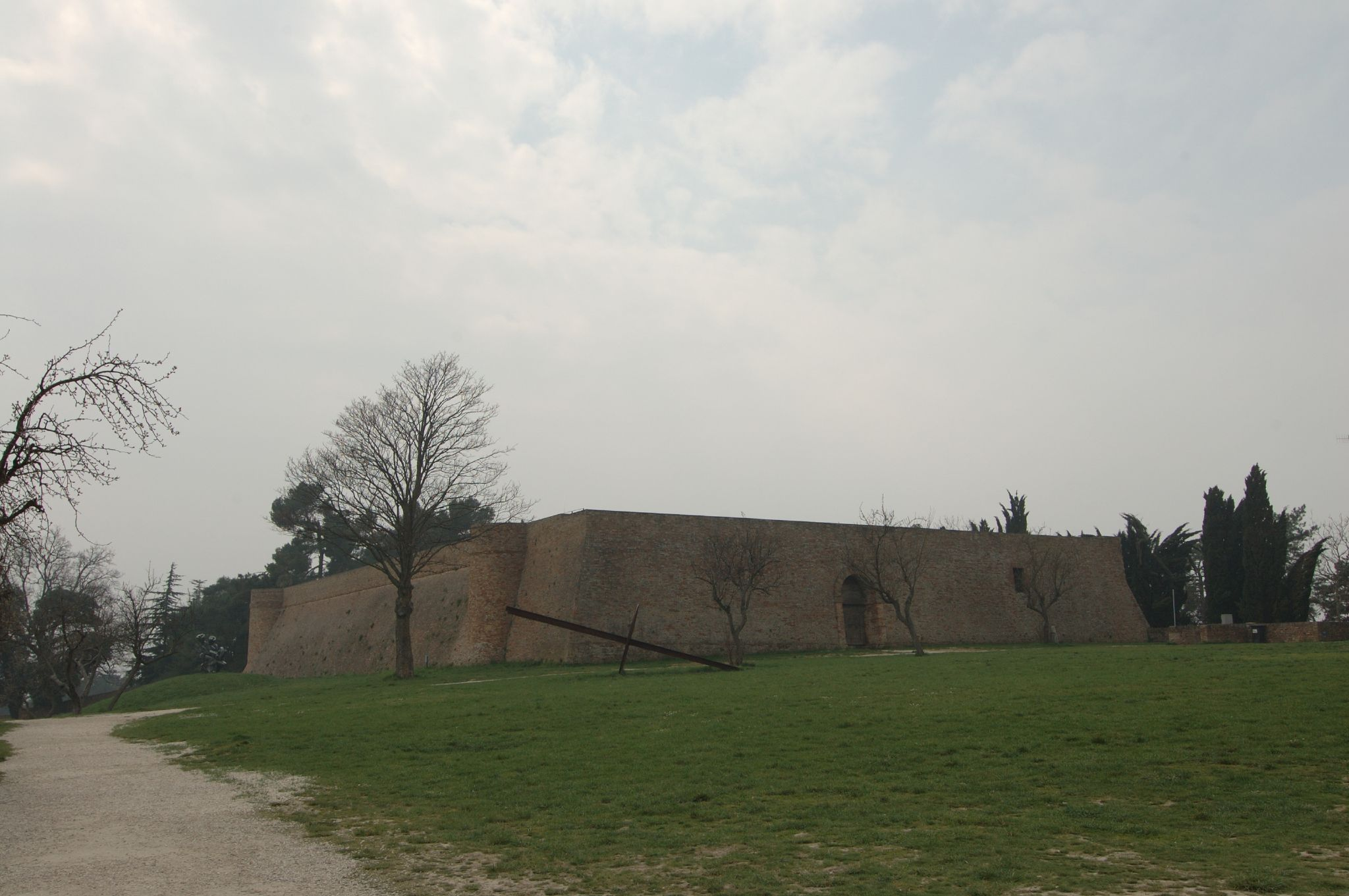
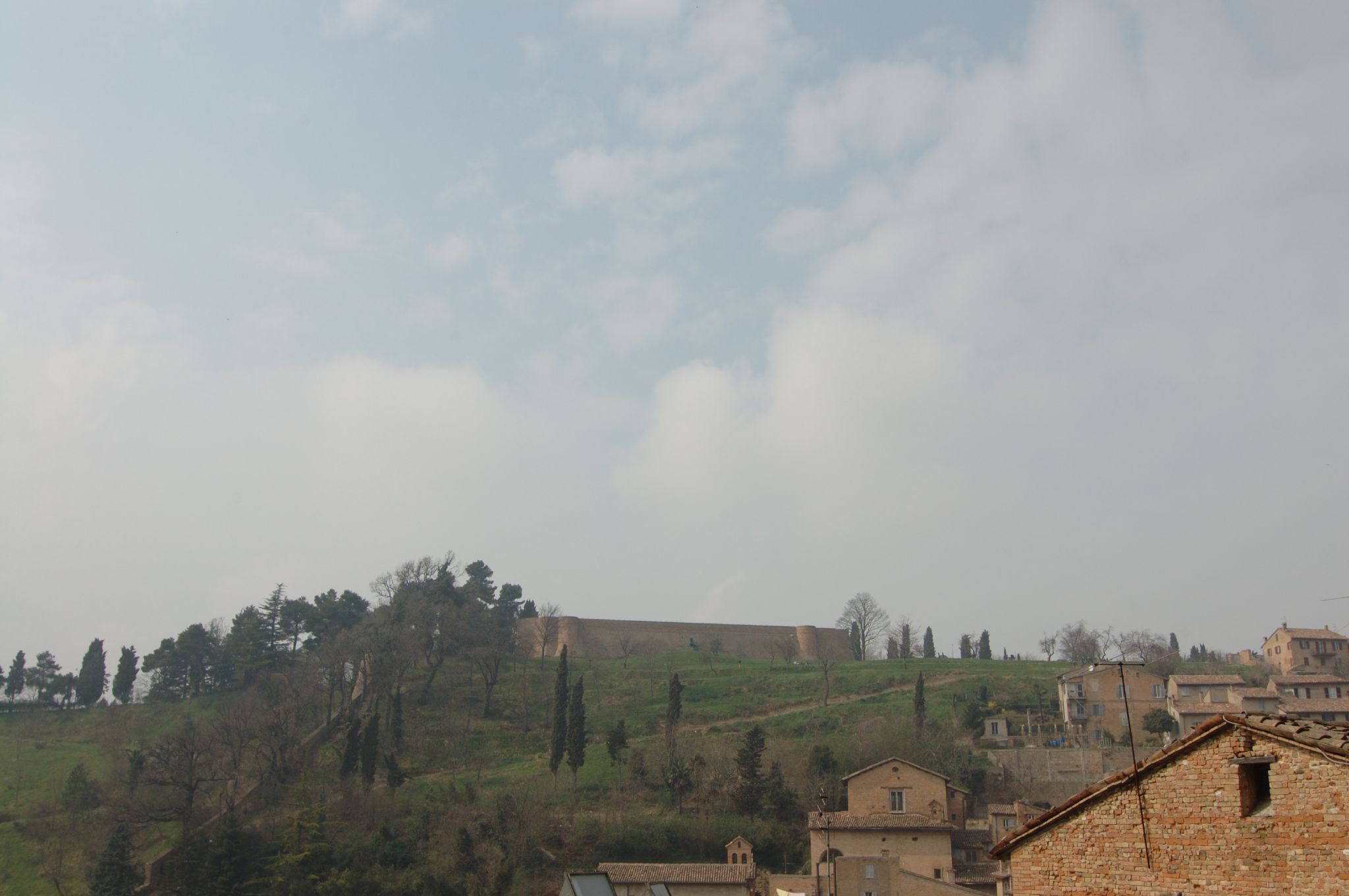